# Байдья, Мохан
Мохан Покхарел Байдья (Вайдья, непальск. मोहन वैद्य, также известный как Киран (непальск. किरण), род. в 1937 году) — непальский политический деятель леворадикального толка. Генеральный секретарь Коммунистической партии Непала (Машал), затем член Политбюро и заместитель председателя Объединённой коммунистической партии Непала (маоистской), представитель радикального крыла партии, в 2012 году отколовшегося в Коммунистическую партию Непала (революционную маоистскую), председателем которой стал Байдья.

## Биография
Имеет степень магистра Трибхуванского университета. В середине 1980-х стал лидером Коммунистической партии Непала (Машал) — большинства, отколовшегося от Коммунистической партии Непала (Масал) Мохана Бикрама Сингха, в свою очередь вышедшей из Коммунистической партии Непала (Четвёртого съезда).
Будучи первым генеральным секретарем новой партии, Мохай Байдья призвал к вооружённому восстанию против короля Бирендры; эта неудачная попытка поднять «Народную войну» привели к аресту нескольких революционеров, что стало известно как «инцидент сектора» и привело к замене Байдьи на Пушпу Камала Дахала (Прачанду). Прачанда, Байдья и другие маоисты, объединённые в Коммунистическую партию Непала (маоистскую) с 1996 года развязали вооружённую борьбу против властей королевства. В ходе начатой гражданской войны Байдья был одним из ключевых стратегов маоистских повстанцев, отвечал за долину Катманду и командовал центрально-восточным сектором.
В апреле 2002 года королевское правительство объявило вознаграждения в размере 5 миллионов рупий за взятие живыми или мертвыми трёх маоистских лидеров: Прачанды, Бабурама Бхаттараи и Кирана.
29 марта 2004 года Мохан Байдья был арестован с Нараяном Викрамом Прадхой на территории Индии в городе Силигури в Западной Бенгалии, где ему делали операцию на глазах. КПН (м) начала международную кампанию по его освобождению, а также обратилась к правительству Индии после того, как в 2005 году отношения партии с Дели улучшились. Соответственно, находившийся в индийской тюрьме Киран не мог участвовать в мирных переговорах по окончании войны. Он был освобождён только после заключения официального мирного договора 30 ноября 2006 года.
Во время выборов в Учредительное собрание Непала 2013 года Мохан Байдья объявил всеобщую забастовку, чтобы сорвать выборы.